# Hospice Saint-Jacques de Cesny-Bois-Halbout
L'hospice Saint-Jacques est un édifice situé à Cesny-Bois-Halbout, en France.

## Localisation
Le monument est situé dans le département français du Calvados, dans le bourg de Bois-Halbout (commune de Cesny-Bois-Halbout).

## Architecture

### Chapelle
La chapelle est inscrite au titre des Monuments historiques depuis le 4 octobre 1932.